# ウォルフガング・ハフナー

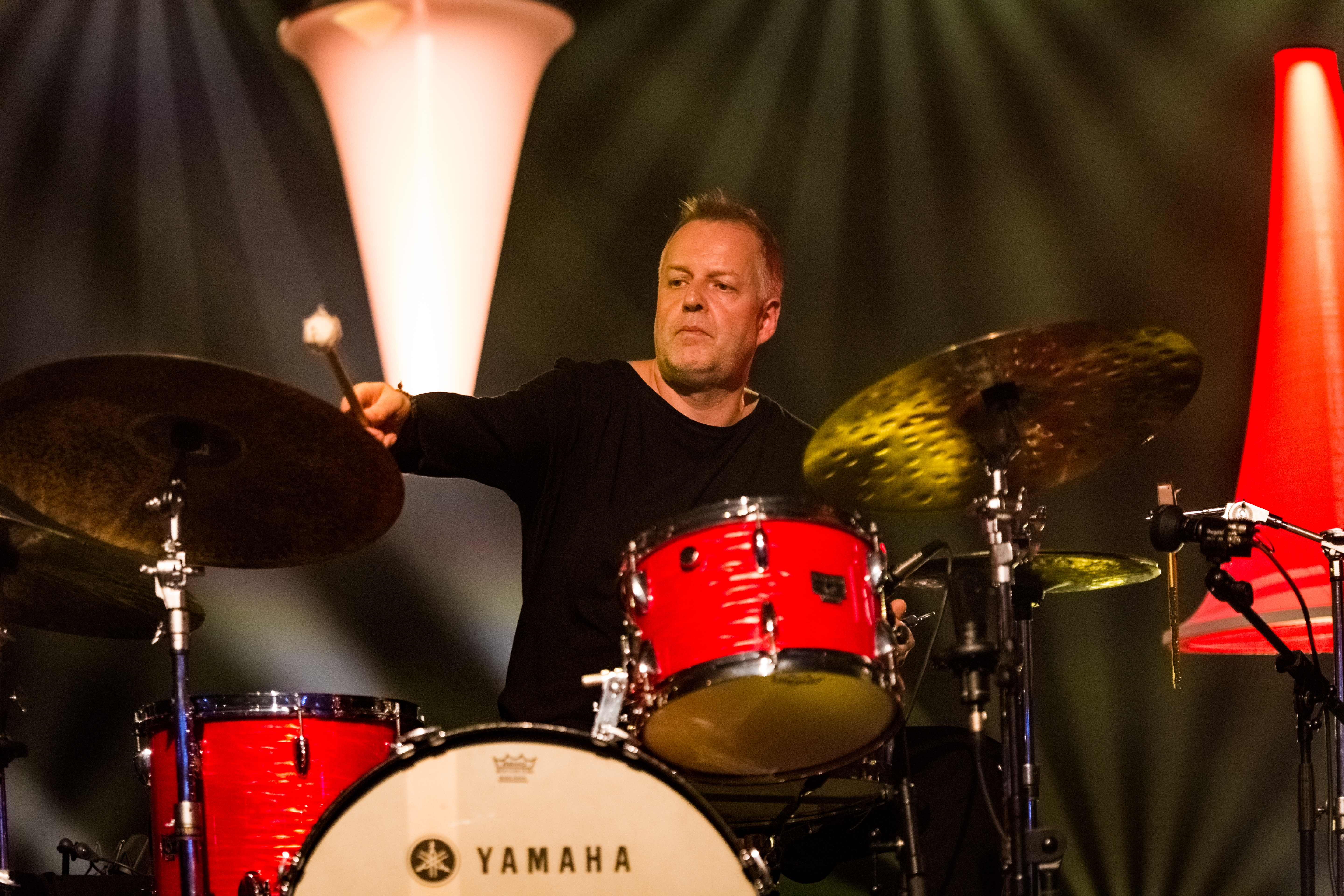
演奏するウォルフガング・ハフナー（2017年）

ウォルフガング・ハフナー（Wolfgang Haffner、1965年12月7日 - ）は、膨大なディスコグラフィを持つドイツのジャズ・ドラマーである。

## ディスコグラフィ

### リーダー・アルバム
- Al Cohn meets Al Porcino (1987年) ※with アル・コーン
- Balance of Happiness (1990年) ※with クラウス・ドルディンガー&パスポート
- Movin‘ On (1992年)
- Metro (1994年) ※with メトロ
- Tree People (1995年) ※with メトロ
- Beautiful Love (1996年) ※with エディ・ダニエルズ
- One Kiss (1996年) ※with カルメン・クエスタ
- All the April Snow (1997年) ※with ピーター・ボルト
- Hut Ab! (1997年) ※with アルベルト・マンゲルスドルフ
- Back Home (1997年)
- Zappelbude (1998年) ※with ロベルト・ディ・ジョイア
- Celtic Moon (1998年) ※with ミラー・アンダーソン
- Love (1999年) ※with ティル・ブレナー
- Music (1999年)
- Old Friends (2000年) ※The German Jazz Masters名義
- Metrocafe (2000年) ※with メトロ
- Swing Low Sweet Clarinet (2000年) ※with エディ・ダニエルズ
- Urban Life (2001年)
- Live & Real (2001年)
- Grapevine (2002年) ※with メトロ
- When The Angels Swing (2002年) ※with „No Angels“
- Music For Jazz Orchestra (2003年) ※with アルベルト・マンゲルスドルフ、NDRビッグ・バンド
- Zooming (2004年)
- Funky Abba (2004年) ※with ニルス・ラングレン
- Abracadabra: Celebrating Klaus Doldinger (2006年) ※with ロベルト・ディ・ジョイア、ディーター・イルグ
- Shapes (2006年) ※プロデュース with ニルス・ラングレン
- Express (2007年) ※with メトロ
- Acoustic Shapes (2008年)
- Round Silence (2009年)
- Wolfgang Haffner Edition (2010年)
- Gravity (2011年) ※with ラーシュ・ダニエルソン、ジュリアン・ヴァッサーフール、ローマン・ヴァッサーフール
- Heart of the Matter (2012年) ※with ドミニク・ミラー、エイソー・ガナーソン、セバスチャン・スタディニツキー
- Kind of Cool (2015年)
- Kind of Spain (2017年) ※with ヤン・ラングレン、セバスチャン・スタディニツキー、ダニエル・ステルター、クリストファー・デル、ラーシュ・ダニエルソン
- 4WD (2019年) ※with ニルス・ラングレン
- The East End (2019年) ※with ビル・エヴァンス
- Kind of Tango (2020年)
- Silent World (2023年)